# Venafro
Venafro es un municipio italiano de 12.000 habitantes en la provincia de Isernia.

## Geografía
Se encuentra a los pies del monte Santa Croce (1.026 m s. n. m.), a una altitud que varía desde los 158 hasta los 1.205 m s. n. m. El territorio municipal se extiende en la llanura homónima, atravesada por los ríos Volturno y San Bartolomeo. 
La ciudad es conocida como «puerta del Molise», como punto de paso obligatorio de la Campania (a través de la carretera estatal 85 «Venafrana») o desde el Lacio (a través de la SS 6 - dir., el desvío de la carretera estatal 6 Casilina hacia Cassino).
Se encuentra en la vía del tren de Isernia a Caianello.

## Evolución demográfica
| Gráfica de evolución demográfica de Venafro entre 1861 y 2008 |
|                                                               |
| Fuente ISTAT - elaboración gráfica de Wikipedia               |

## Historia
La moderna Venafro ocupa el lugar donde estuvo Venafrum, antigua ciudad de la Campania, cerca de los límites de Latium adiectum y Samnium. 
- Wikimedia Commons alberga una categoría multimedia sobre Venafro.

- Datos: Q279711
- Multimedia: Venafro / Q279711

1. ↑  Worldpostalcodes.org, código postal n.º 86079.
2. ↑  «Codici Catastali». Comuni-italiani.it (en italiano). Consultado el 29 de abril de 2017.